# Байала, Сириль
Сириль Баррос Байала (фр. Cyrille Barros Bayala; род. 24 мая 1996, Буркина-Фасо) — буркинийский футболист, нападающий клуба «Шериф». Выступал в сборной Буркина-Фасо.

## Клубная карьера
Сириль начал свою футбольную карьеру на родине, в клубе «Фасо-Йенненга», в составе которого в 2013 году стал чемпионом и обладателем Кубка Буркина-Фасо.
В начале 2015 года Байала переехал в Египет, подписав контракт с клубом «Эль Дахлея». Дебютный матч за новый клуб буркиниец провёл 28 апреля 2015, выйдя на замену во встрече с «Миср эль-Макаса». На 88 минуте он отметился забитым мячом. В первом сезоне Сириль провёл 15 игр и забил 2 мяча, а в сезоне 2015/16 — 30 матчей и 4 мяча.
Летом 2016 года Сириль перешёл в молдавский «Шериф», также сообщалось об интересе к футболисту со стороны «Дармштадта» и «Янг Бойз». Дебютный матч в чемпионате Молдовы нападающий сыграл против «Милсами».
31 августа 2017 года подписал 4-летний контракт с клубом «Ланс». В январе был отдан в аренду до конца сезона в «Сошо».
15 января 2021 года подписал контракт с «Аяччо».

## Карьера в сборной
6 июля 2013 года Байала дебютировал в сборной Буркина-Фасо во встрече отборочного раунда к чемпионату африканских наций 2014. 12 января 2014 года Сирил отметился первым забитым мячом в ворота сборной Уганды.
19 декабря 2016 года Байала был включён в предварительную заявку для участия в Кубке африканских наций 2017.

### Голы за сборную
| № | Дата            | Место                        | Соперник     | Счёт | Результат | Турнир            |
| - | --------------- | ---------------------------- | ------------ | ---- | --------- | ----------------- |
| 1 | 12 января 2014  | Этлоун, Кейптаун, ЮАР        | Уганда       | 1–2  | 1–2       | ЧАН 2014          |
| 2 | 22 марта 2018   | Дидье Пирони, Париж, Франция | Гвинея-Бисау | 1–0  | 2–0       | Товарищеский матч |
| 3 | 6 сентября 2019 | Марракеш, Марракеш, Марокко  | Марокко      | 1–0  | 1–1       | Товарищеский матч |
| 4 | 17 января 2022  | Куеконг, Бафусам, Камерун    | Эфиопия      | 1–0  | 1–1       | КАН 2021          |

## Достижения

### «Шериф»
- Чемпион Молдовы: 2016/17
- Обладатель Кубка Молдовы (2): 2016/17, 2024/25